# ANSMET

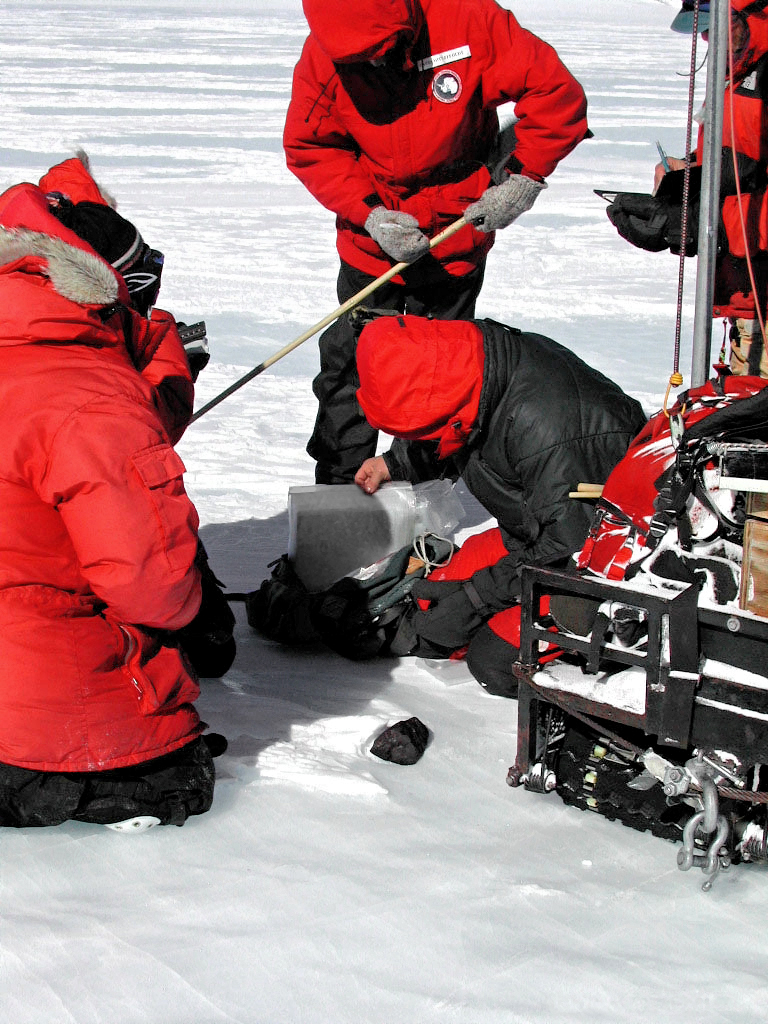
Equip recuperant un meteorit de l'Antàrtida

ANSMET (de l'anglès ANtartic Search for METeorites) és un programa fundat per l'Oficina de Programes Polars (Office of Polar Programs) de la Fundació Nacional de Ciència (National Science Foundation) dels Estats Units que busca meteorits a les muntanyes de l'Antàrtida. Des del 1976 ANSMET ha recuperat 10.000 meteorits.
La importància del programa és que es tracta de l'única font contínua de material extraterrestre no microscòpic des del Programa Apol·lo. També és la font de molts dels meteorits lunars i marcians com l'ALH84001.
La cerca de meteorits es realitza visualment. Quan un espècimen és trobat, es localitza la seva posició usant GPS i se li dona un nombre d'identificació. Després és col·locat en una bossa de tefló. L'equip s'assegura que l'espècimen es mantingui congelat en el seu viatge de retorn a la Instal·lació de Curació de Meteorits Antàrtics (Antarctic Meteorite Curation Facility) en el Johnson Space Center de Houston, Texas.